# Dębiogóra
Dębiogóra – wieś w Polsce położona w województwie wielkopolskim, w powiecie krotoszyńskim, w gminie Koźmin Wielkopolski. Nazwa miejscowości najprawdopodobniej pochodzi od lasów dębowych porastających okolicę. Współcześnie pozostałością tych lasów jest 5-hektarowy park dębowy. W 1909 r. ówczesny właściciel tych terenów Ernest Weiss wzniósł dwór w stylu modernistycznym, zwany pałacem, o pow. użytkowej ok. 750 m². Budynek pałacu zachował się w bardzo dobrym stanie do czasów dzisiejszych i obecnie pełni funkcję rezydencji. Park i Pałac wpisane są do rejestru zabytków.
W latach 1975–1998 miejscowość administracyjnie należała do województwa kaliskiego.